# Пановський могильник
Пановський могильник — археологічна пам'ятка середньовіччя у Пензенській області, що належала давній мокші.
Розташоване над лівим берегом річки Виша у селі Панове Земетчинського району Пензенської області.

## Дослідження
Могильник відкрито й досліджено П. П. Івановим у 1928 році.

## ПОховання
Розкрито 144 поховання 700—1100 років, що були залишені мокшанами.
Поховання Пановського могильника зроблені за різними варіантами поховального обряду та містять різноманітний речовий інвентар.

## Зв'язки з салтівської культурою
Для кінця 1-го тисячоріччя відзначено вплив на мокшу Хазарського каганату. Вплив відображений у деяких особливостях поховального обряду, речовому інвентарі. Ймовірно, деяка частина населення булгарського варіанту салтівської культури мала тісні етнічні зв'язки з південною мордвою.